# Ferdinand Sarrien

Ferdinand Sarrien

(Jean Marie) Ferdinand Sarrien (Bourbon-Lancy, 15 oktober 1840 - Parijs, 28 november 1915) was een Frans politicus.
Ferdinand Sarrien studeerde rechten en was advocaat. In 1876 werd hij als lid van de Radicale Partij (Parti Radical) in de Kamer van Afgevaardigden (Chambre des Députés) gekozen. Hij vertegenwoordigde het departement Saône-et-Loire. Hetzelfde departement vertegenwoordigde hij van 1908 tot 1915 in de Senaat (Sénat). Hij was ook president van de Generale Raad (Président du Conseil) van Saône-et-Loire.
Ferdinand Sarrien was meerdere malen minister:
- 6 april - 29 december 1885: minister van Posterijen en Telegrafie in het kabinet-Brisson I
- 7 januari - 3 december 1886: minister van Binnenlandse Zaken in het kabinet-De Freycinet III
- 11 december 1886 - 17 maart 1887: minister van Justitie en grootzegelbewaarder in het kabinet-Goblet
- 12 december 1887 - 30 maart 1888: minister van Binnenlandse Zaken in het kabinet-Tirard I
- 30 maart - 29 april 1896: minister van Binnenlandse Zaken in het kabinet-Bourgeois
- 26 juni 1898 - 1 november 1898: minister van Justitie, Grootzegelbewaarder en minister van Kerkelijke Zaken in het kabinet-Brisson II

Ferdinand Sarrien was van 14 maart tot 20 oktober 1906 premier (Président du Conseil) van een door het Linkse Blok (Bloc des Gauches) gesteund kabinet. Naast premier was Sarrien ook minister van Justitie en grootzegelbewaarder.
Hij overleed op 74-jarige leeftijd.